# 非同寻常
《毅犹未尽预售版》是陆毅在2003年5月发行的專輯。
发行公司：新索唱片
语言种类：普通话

## 曲目
1. 非同寻常
2. 壮志雄心
3. 告白
4. 至少走得比你早
5. 记得
6. 离不开的你
7. 怀疑
8. 爱你的心
9. 飘影
10. Open Your Eyes
11. 非同寻常(伴奏)
12. 告白(伴奏)
13. 爱着你

| 前任： | '陆毅的专辑' 5-2003 | 繼任： 陆毅全EP |